# Região do Trairi

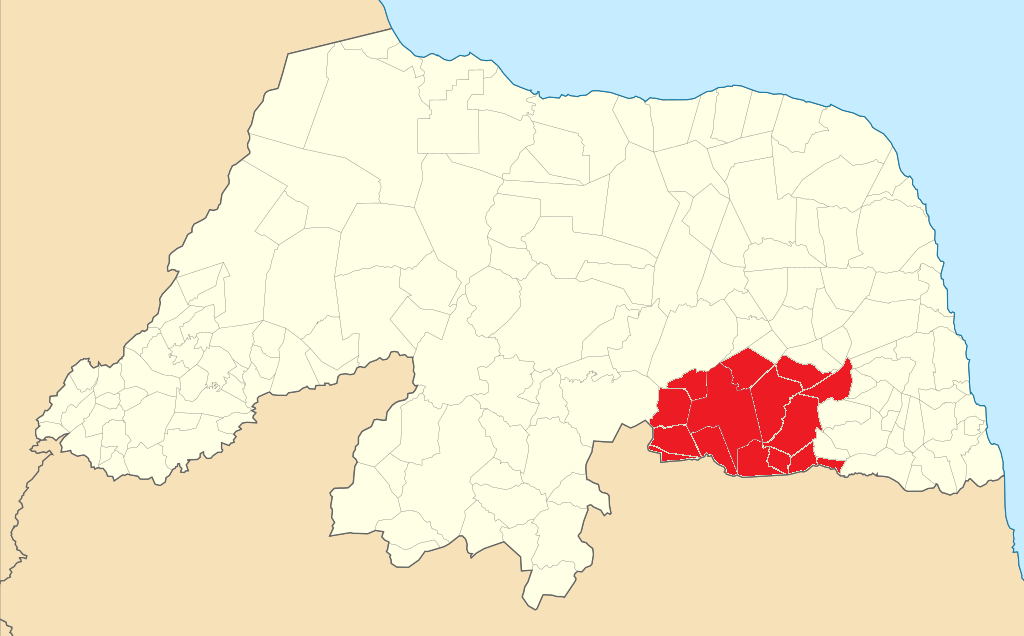

O Trairi é uma região do estado do Rio Grande do Norte, localizada na mesorregião do Agreste Potiguar, Região Nordeste do Brasil.
A região é formada por quinze municípios: Boa Saúde, Campo Redondo, Coronel Ezequiel, Jaçana, Japi, Lajes Pintadas, Monte das Gameleiras, Passa e Fica, Santa Cruz, São Bento do Trairi, São José do Campestre, Serra Caiada, Serra de São Bento, Sítio Novo e Tangará.

## Geografia
Situada na mesorregião do Agreste potiguar, a região do Trairi possui uma área territorial de 3 065,11 km², limitando-se ao norte com a região do Potengi, ao sul com a Paraíba, ao leste com região Agreste/litoral sul e ao oeste com o Seridó.

## Demografia
A população da região do Trairi no censo demográfico de 2010 era de 141 866 habitantes, dos quais 93 901 viviam na zona urbana (66.2%) e 47 965 (33,8%) na zona rural.